# 교육 정책
교육 정책은 교육 시스템의 운영과 관계된 규정과 법률의 집합이다.
교육은 많은 기관들을 통하여 다양한 형태로 여러 목적을 위해 일어난다. 아동 교육, 유치원 교육에서 12학년 교육, 2년제 또는 4년제 대학 교육, 대학원과 전문 대학원, 성인 교육과 직업 훈련이 이에 해당하는 예이다. 그러므로, 교육 정책은 모든 연령대 사람들의 교육에 곧바로 영향을 줄 수 있다. 교육 정책에서의 논의는 특히 학교와 관련된 분야와 이어진다. 학교의 크기, 반의 인원 수, 학교의 선택, 학교 민영화, 교직원 교육과 자격, 교직원의 급여, 교육 방법, 교육과정의 내용, 졸업 조건, 학교 기반시설 투자와 학교가 유지하고 형성해야 할 가치 등이 바로 이러한 것에 해당한다. 교육 정책 분석은 학술적 연구이다. 교육 정책의 분석은 교육의 목적에 대한 답을 추구하고, 얻어지는 개인적 또는 사회적 목표, 또 그것을 성취하기 위한 방법과 성취도를 평가하기 위한 도구를 연구한다.